# Семенченко, Семён Игоревич
Семён И́горевич Семе́нченко (укр. Семен Ігорович Семенченко, имя при рождении — Константи́н И́горевич Гри́шин; род. 6 июня 1974, Севастополь) — украинский общественный, военный и политический деятель. Получил известность и политический вес в качестве командира добровольческого батальона «Донбасс». Депутат Верховной Рады Украины VIII созыва от партии «Самопомощь». Первый заместитель главы комитета ВРУ по вопросам национальной безопасности и обороны, майор резерва Национальной гвардии Украины (лишён звания 19 ноября 2020 года решением Верховного суда Украины). Существует иная трактовка данных событий: «Для того, чтобы лишить звания военного, требуется либо обвинительный приговор суда по тяжелому преступлению, или дисциплинарное взыскание. Так как у меня за душой только взятие Лисичанска, Попасной, других городов, то, несмотря на все минские процессы, украинская олигархия не может мне это предъявить в вину.  Поэтому был изобретен третий, инновационный способ. Он очень похож на минские соглашения. Исполняющий обязанности бывшего командующего Нацгвардии внес задним числом в приказ, который был год назад, вместо одних слов другие. И все это было запущено под видом, что Семенченка лишили военного звания», — сообщил сам Семенченко 29.01.2016.

## Биография
Родился 6 июня 1974 года в Севастополе. Гражданин Украины. По национальности — украинец.
Среднее образование получил в школе № 3, а затем в школе № 22 в Севастополе. В юности пошёл учиться в Черноморское высшее военно-морское училище им. Нахимова. В 1993 году, после того, как понял, что не сможет пойти на флот, решил получить гражданскую специальность. Перевёлся в Севастопольский национальный технический университет на факультет финансов. В 1996-м году подозревался в совершении заказного убийства человека в Севастополе. В ходе задержания получил свой примечательный шрам над губой.
С 1998 и до 2004 года работает в должности председателя исполкома ОО «Народное движение за социально-экономическое и духовное возрождение». Параллельно с общественной работой, в 1998—2001 годах работал главным редактором газеты «Севастопольский вестник».
5 сентября 2014 года «Московский комсомолец» опубликовал статью, в которой утверждается, что Семён Семенченко учился в Московском ВГИКе имени Герасимова с 2006 по 2008 год, на курсах Юрия Беленького в мастерской «Драматургия и режиссура телевидения». По окончании обучения он не выполнил дипломную работу и не получил диплом.
15 мая 2014 года в интервью «The Guardian» Семён рассказал, что получил образование кинорежиссёра.
27 мая 2014 года Семенченко рассказал журналистам «Forbes», что это его псевдоним, что в прошлом он был капитан-лейтенантом Военно-морских сил Украины, после увольнения с флота стал предпринимателем.
30 мая 2014 года в интервью «Украинской правде» Семён отметил, что до войны был предпринимателем, участвовал в организации Евромайдана в Донецке.
В передаче «Окна-новости» на украинском телеканале «СТБ» 5 сентября 2014 года Семенченко рассказал, что его близкие родственники — мать, отец и брат, проживающие в Крыму, — поддержали аннексию Крыма Россией и не захотели уезжать. Семенченко переживал за их безопасность и, чтобы вывезти родственников, отправил в Крым бойцов батальона. По словам Семенченко, половину жизни он прожил в Крыму, половину — в Донбассе, оттуда родом его жена. В Донбассе также родились его дети. Был частным предпринимателем, участвовал в 1-м и 2-м майдане. Соблюдал осторожность, так как переживал за бизнес и семью.
14 сентября 2014 года в интервью украинскому телеканалу «24» Семенченко рассказал, что изначально у него была другая фамилия: «Семён Семенченко — это был псевдоним, моя фамилия была совсем другой, но сейчас (по паспорту) я Семён Семенченко… фактически я себя сейчас уже и чувствую Семёном Семенченко, это имя со мной срослось, таким я буду и дальше». По словам Семенченко, в прошлом, в 1990-е годы он был редактором двух газет, руководителем благотворительного фонда, руководителем общественных организаций, занимался предпринимательской деятельностью, пробовал реализовать себя в кино, участвовал в первом и втором майдане, после победы майдана в Киеве вернулся в Донецк — создавал местную самооборону для противодействия русской весне.
В интервью украинскому изданию «Остров» 30 сентября 2014 года Семенченко рассказал о себе следующее: «моя фамилия изначально не Семенченко и было бы глупо, если бы я, имея семью и детей, воевал под настоящей фамилией. Однако тот человек, который сейчас полезен обществу и нужен стране — это Семён Семенченко. Я им и являюсь. Родился я в Севастополе, в 1974 году. У меня мама украинка, отец русский. Жена тоже украинка. Учился я в четырёх учебных заведениях. В военном училище — ушёл, не окончил. Изучал финансы и кредит. Получал образование в Институте кинематографии в Москве (ВГИК) — бросил, не сдал дипломную работу. Я был удручён качеством российского образования, там все коммерциализировано. Четвёртое (учебное заведение) — я изучал операторское искусство. Всю жизнь занимался самообразованием. Никогда ни на кого не работал, то есть изначально работал только сам на себя. Был директором предприятий. Был частным предпринимателем. Был редактором двух газет: „Севастопольский вестник“ и „Наша Севастопольская правда“ — это была контр-газета — боролись с коммунистами в девяностые годы. Был создателем и руководителем Благотворительного фонда и участником двух Майданов — 2004 и 2013 годов. Пытался организовать движение „Воля народа“ — мы занимались сносом заборов, которые ограждают пляжи, искали господина Лозинского (депутат БЮТ, осуждённый за убийство) и даже поймали его, вернее, участвовали, скажем так, в этой истории. Но то движение быстро заглохло, потому что не было таких тектонических разломов в обществе, как сейчас… приехал в Донбасс в 2000 году, все мои дети родились в Донбассе — в Макеевке и Донецке. Квартиру мою сейчас сожгли, офис сожгли».
В апреле 2014 года Семенченко сформировал из жителей Украины батальон «Донбасс». 20 апреля бойцы получили необходимое разрешение на «работу» от министерства обороны Украины.
29 июня 2014 года прибыл в Киев, требуя прекращения перемирия и введения военного положения. Провёл демонстрацию рядом с Администрацией президента и выступил на сцене Майдана.
По сообщению Арсена Авакова в Facebook, 19 августа в боях за Иловайск Семенченко получил осколочные ранения в бедро и спину и был прооперирован в Днепропетровске, операция прошла успешно.

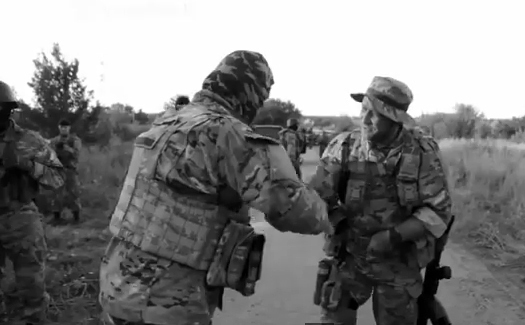
Знакомство лидера «Правого сектора» Дмитрия Яроша и командира батальона «Донбасс» Семёна Семенченко в зоне боевых действий

1 сентября 2014 года в Днепропетровской администрации Семенченко снял свою балаклаву, заявив, что «я никогда не боялся, я опасался за семью, теперь она в безопасности и я не боюсь». В этот же день премьер-министр Украины Арсений Яценюк и министр внутренних дел Украины Арсен Аваков вручили ему орден Богдана Хмельницкого III степени.
9 сентября 2014 года появилась информация что Семенченко будет баллотироваться в Верховную Раду Украины по спискам партии «Самопоміч». 25 сентября 2014 года Семенченко официально зарегистрирован кандидатом в депутаты от этой партии.
2 октября 2014 года в интервью «ТСН» Семенченко сказал, что ему было присвоено звание подполковника.
11 ноября, публикуя обращение к избирателям на своей странице в Facebook, подписал его как «майор резерву НГУ, командир 2 батальйону спеціального призначення Національної гвардії „Донбас“».
В передаче «Инсайдер» на украинском телеканале «ICTV» 10 октября 2014 года Семенченко рассказал, что его имя изначально было Константин Гришин, родился он в Севастополе, окончил Севастопольское военное училище, занимался предпринимательской деятельностью. Был основателем и редактором двух газет: «Севастопольский вестник» и «Наша Севастопольская правда». В начале 2000-х годов переехал в Донецк, занимался системами безопасности, установкой спутникового телевидения и был достаточно обеспеченным человеком. В 2014 году вынужден был переехать в Киев со всей семьёй. Отец Семёна — офицер флота — не захотел уезжать и остался в Севастополе. В сюжете также была показана жена Семёна — Наталья Московец.
По данным телеканала «Дождь», Семён Семенченко и его жена Наталья Московец являлись владельцами компании «Областная курьерская служба», работавшей под брендом «Новое спутниковое телевидение». Годовой оборот компании был $1,5 млн, ежемесячная выручка — 1 млн гривен. Фирма занималась установкой и обслуживанием спутникового оборудования в Донецкой области. Весной 2014 года супруги закрыли фирму и переехали в Киев. Такие данные телеканал приводит, ссылаясь на бывшего сотрудника компании — Евгения Максименко.
Преподаватель Московского ВГИКа Виталий Калинин в сюжете «Дождя» рассказал о том, что отчётливо помнит своего бывшего студента Семёна Семенченко — Константина Гришина, во время учёбы Семён очень увлекался написанием сценарных работ и часто приносил эти работы на проверку. По утверждению телеканала «Дождь», Семенченко начал использовать псевдонимы задолго до событий на востоке Украины, когда он ещё занимался бизнесом, в частности, своим сотрудникам Семенченко представлялся как Андрей Семёнович.
14 декабря заявил о планах блокировки гуманитарной помощи и грузов на территорию ДНР «до освобождения заложников».
31 января 2015 года в ходе операции по деблокированию батальона «Свитязь» в районе города Углегорска Семенченко был контужен, а при транспортировке с места боя попал в ДТП. 1 февраля у Семенченко были зафиксированы переломы и пробитое лёгкое, его состояние характеризовалось как стабильно тяжёлое.
В ходе внеочередного съезда партии «Самопомощь» 13 февраля 2016 года было решено выдвинуть Семенченко на выборах городского головы Кривого Рога, которые пройдут 27 марта. С предложением выдвинуть его выступил бывший кандидат на этот пост Юрий Милобог.

## Вопрос о настоящем имени
В интервью различным изданиям Семенченко долгое время рассказывал, что Семён Семенченко — это псевдоним, что его настоящее имя было совсем другим, но сейчас по паспорту он стал Семёном Семенченко и под таким именем будет жить дальше.
С января 2014 года на всех публичных мероприятиях Семенченко надевал балаклаву, объясняя это тем, что он родом из Донбасса и опасается за собственную жизнь и жизнь своей семьи, если сепаратисты смогут идентифицировать его. Балаклаву он снял только 1 сентября.
В конце июля 2014 года хакеры из группы «Киберберкут» опубликовали собственное расследование, в котором утверждали, что им удалось идентифицировать человека, скрывающегося под псевдонимом «Семён Семенченко». По версии хакеров им оказался Константин Игоревич Гришин, владелец компании «Новое спутниковое телевидение». Опубликованные хакерами дата и место рождения Гришина совпали с датой и местом рождения Семенченко (06.06.1974, Севастополь).
Бывший начальник штаба батальона «Донбасс», Сергей Ерёмин, в интервью «Обозревателю» 4 сентября 2014 года рассказал, что при первом знакомстве с ним, в феврале 2014 года, Семён называл себя Константином.
На пресс-конференции, организованной «Обозревателем» 7 сентября 2014 года, бывший боец батальона Виктор Кондратюк рассказал, что настоящее имя Семенченко — Константин Гришин. Донецкий журналист Артём Фурманюк также подтвердил, что во время общения с Семёном в марте 2014 года, Семён называл себя Константином.
В интервью «ТСН» 2 октября 2014 года на вопрос: «Знали ли родственники о том, что он — это он, когда Семенченко надел балаклаву (и взял псевдоним)?» Семён ответил: «Конечно (знали), „Киберберкут“ им свою версию уже рассказал. Я звезда российского телевидения ещё с апреля. Очень быстро появились мои фотографии (с проукраинского митинга)… Случайно кто-то узнал меня, и начались выяснения биографии и демонизация личности». Тем самым Семенченко косвенно подтвердил расследование хакеров (в части фамилии), которое изначально как раз и опиралось на фото Константина Гришина с проукраинского митинга и на письма узнавших его людей.
В передаче «Инсайдер» на украинском телеканале «ICTV» 10 октября 2014 года Семенченко впервые признался, что до того как он сменил имя, его звали Константин Гришин.

## Политическая деятельность
Участвовал в Первом и Втором Майданах.
На парламентских выборах 2014 комбат Семенченко решил баллотироваться от партии львовского политика, мэра города Андрея Садового — "Объединение «Самопомощь». 12 сентября 2014 обнародован избирательные списки «Самопомощи», в которых комбат фигурирует под номером 2, а Андрей Садовый — номер 50.
9 февраля 2015 согласно указу Президента Украины Семён Семенченко передал полномочия командира батальона «Донбасс» Анатолию Виногродскому, но как основатель батальона остался его почётным командиром.
Семён Семенченко является членом группы по межпарламентским связям с Соединёнными Штатами Америки.

### Перевыборы в Кривом Роге в 2016 году
22 ноября 2015 года Семён Семенченко вместе с народным депутатом Егором Соболевым возглавили многотысячное протестное движение против фальсификации выборов в Кривом Роге, начали в городе движение «народовластия» и создали «общественную стражу». Своими действиями добились создания временной специальной комиссии Верховной Рады Украины, которая провела расследование и признала выборы сфальсифицированными.
23 декабря Верховная Рада назначила внеочередные выборы криворожского городского головы на 27 марта 2016 года.
На внеочередные выборы мэра Кривого Рога предложили кандидатуру Семёна Семенченко, инициатором предложения выступил в частности бывший кандидат на этот пост Юрий Милобог.
По результатам выборов за Семёна Семенченко проголосовало почти 11 %, что на 50 % больше, чем за Юрия Милобога в первом туре (31000 по сравнению с 20000). Другие кандидаты в совокупности получили менее 5 % голосов.

## Общественная деятельность
В середине февраля 2015 по инициативе Семёна Семенченко была создана его именная благотворительная организация «Благотворительный фонд Семёна Семенченко». Основными направлениями деятельности фонда являются ресоциализация военных добровольцев, оказание им помощи на лечение и оздоровление, обеспечение помощью бойцов и их семей в связи с тяжёлым финансовым положением.

## Уголовное преследование

### Украина
На основании приказа Национальной гвардии Украины от 22 декабря 2015 года Семенченко в январе 2016 года был лишён звания майора и разжалован в солдаты, что связали с расследованием факта возможной им подделки офицерских документов. 11 февраля 2016 года Семенченко в Facebook сообщил о возбуждении против него уголовного дела по факту нападения и угроз начальнику криворожской полиции Валерию Лютому. Военный прокурор Украины Анатолий Матиос сообщил, что в отношении Семенченко было начато уголовное дело по четырём статьям Уголовного кодекса Украины: 146 (незаконное лишение свободы), 358 (превышение служебных полномочий), 366 (служебный подлог) и 365 (использование поддельных документов). Утверждалось, что Вышгородский районный военный комиссариат выдал ему заведомо ложное временное удостоверение, на основании чего Семенченко и добился принятия на службу в в/ч 3027 (батальон «Донбасс»).  У военного прокурора Матиоса с народным депутатом Семенченком давний конфликт. Семенченко обвинял Матиоса в коррупции, фальсификации расследования обстоятельств поражения под Иловайском а также в незаконном преследовании добровольцев. Семенченко обвинил Авакова и Матиоса в сговоре с Путиным. "Это лица которые убивают мою Украину. Матиос и Аваков - это лица, которые строят Малороссию, воровскую, отсталую страну, где большая часть людей не доверяет власти, часть уезжает за границу, часть спивается, еще одна часть постоянно борется за свое существование. Они договорились с Путиным и считают себя вассальными гетманами здесь. А Путину не нужны гетманы, ему нужны губернаторы, а нам и гетманы такие не нужны", -  публично заявил Семенченко. При этом, говоря, о силовиках, Семенченко употребил оскорбительные выражения, назвав Матиоса " моральным ублюдком", а Авакова - "негодяем".
14 сентября 2016 года Семенченко оспорил решение о лишении званий: окружной административный суд Киева полностью удовлетворил его иск, а 30 сентября Семенченко заявил о нескольких выигранных исках против Генеральной прокуратуры и о поданном в Национальное антикоррупционное бюро Украины заявлении о «привлечении к уголовной ответственности должностных лиц главной военной прокуратуры». Однако 4 ноября решение о сохранении звания было отменено Киевским апелляционным административным судом, и в 2019 году дело перенаправили в 6-й апелляционный административный суд, где было принято решение в пользу Национальной гвардии. 19 ноября 2020 года Верховный суд Украины своим решением окончательно лишил Семенченко звания майора.
Киевский Печерский районный суд на своем заседании 26 марта 2021 года избрал меру Семену Семенченко - арест без возможности внесения залога. Ему выдвинуты обвинения к причастности к созданию незаконного военизированного вооруженного формирования.
14 июля суд Киева отправил его под домашний арест.
21 июня 2022 года Семенченко снова освобожден из-под стражи и переведен под круглосуточный домашний арест. За него поручился руководитель ГУР Минобороны Кирилл Буданов.
В письмах ГУР МОУ в Киевский апелляционный суд говорилось, что Семенченко «обладает высокими организационными качествами, успешно действовал как командир подразделения, руководил и непосредственно организовывал оборону населенных пунктов и территорий», поэтому «сейчас его организаторские способности принесут пользу стране и обороне». Глава ГУР также указал, что вина Семенченко не доказана.

### ДНР и Россия
1 сентября 2014 года прокуратурой самопровозглашённой ДНР Семён Семенченко был объявлен в розыск. 1 ноября 2018 года включён в список из 322 граждан Украины, против которых были введены российские санкции.

## Семья
Женат, имеет троих детей.

## Награды
- Орден Богдана Хмельницкого III степени (2014) — за мужество и боевые заслуги, проявленные при освобождении городов Артёмовск, Попасная, Лисичанск[4][29].
- Пистолет Форт-17 с правом пожизненного ношения[67].

## Критика

### Непрофессионализм
Семенченко не раз критиковал представителей власти в сфере обороны государства, выступал за отставку генпрокурора Луценко. После появления на публике без балаклавы в СМИ начали появляться критические статьи, некоторые другие СМИ расценивали как давление на него, как на одного из лидеров добровольческого движения.
Бывший начальник штаба батальона «Донбасс» Сергей Ерёмин в интервью «Обозревателю» 4 сентября 2014 года обвинил Семенченко в непрофессионализме и излишнем популизме. По словам Ерёмина, батальон для Семенченко — это коммерческий проект, он хорошо пишет в фейсбуке, но военным не является, а в критические моменты просто самоустраняется. Для раскрутки батальона Семенченко часто приглашал журналистов и устраивал фотосессии. По словам Ерёмина, Семенченко говорил: «Я понимаю, что телевидение из никого может сделать кого-то».
Ротный командир батальона «Днепр» Владимир Шилов (бывший боец «Донбасса») обвинил Семенченко в потерях под Карловкой: «В Карловке он за два дня выложил маршрут движения. И практически невооружённых людей кинул в мясорубку, при этом сам находился позади и расписывал всё в фейсбуке… После этого многие развернулись и ушли от него, кто в „Днепр“, кто в „Шахтёрск“».
Один из действующих на тот момент бойцов «Донбасса» сказал о присутствующих: «Я не видел большинство из этих людей ни в одном бою. Я могу сказать, что это чистая вода провокаторы».
14 января 2015 года после освобождения из плена большей части батальона прошла пресс-конференция пятерых бойцов в «Майдан Пресс Центре». На ней была опровергнута информация о Семенченко, предоставленной на конференции в сентябре. Также бойцы отметили, что против батальона идет серьезная информационная война, как и против всего добровольческого движения.
14.07.2017 года советник министра внутренних дел Илья Кива назвал Семена Семенченко аферистом и заявил, что "ранение тот получил не боевое". В тот же день Кива пообещал пристрелить Семенченко. 06.03.2022 Генеральный прокурор сообщила о подозрении народному депутату Илье Киве в государственной измене и публичным призывам к изменению границ территории Украины. 07.12.2023 Кива был ликвидирован в Москве.

08.09.2015 командир 73 специального центра морских операций полковник Эдуард Шевченко обвинил Семена Семенченко в непрофессионализме, пиаре, а также в том, что он якобы митинговал в Киеве во время Иловайского котла (в это время Семенченко лежал в госпитале после тяжелого ранения). Причем сам Шевченко в интервью заявил, что лично знаком с Семенченко не был и только "видел этого персонажа в Углегорске". 7 марта 2023 года СБУ сообщила, что задержала агента российской разведки (ГРУ ГШ РФ), собиравшего информацию для захвата города Очаков. Российская военная разведка дала ему задачу склонить к сотрудничеству с оккупантами руководство городских властей. Российским агентом оказался полковник Эдуард Шевченко. 06.02.2024 Заводской районный суд Николаева начал рассмотрение дела по государственной измене полковника Шевченко.

### Вопрос об образовании и звании
21 января 2016 года Печерский суд постановил предоставить прокуратуре доступ к документам Центральной избирательной комиссии и личному делу депутата в аппарате Рады. Следствие заявило, что Вышгородский районный комиссариат в августе 2014 года выдал Семенченко заведомо ложное временное удостоверение офицера запаса.
На сайте Рады в сведения о Семенченко в 2015 году были внесены коррективы: в разделе «Об образовании» вместо «Высшего» данные сменены на «Общее среднее».
29 января 2016 года Национальная гвардия Украины обнародовала приказ от 22 декабря 2015 года о лишении офицерского звания депутата Верховной Рады Украины Семёна Семенченко (фракция «Самопомощь»). В документе за подписью и. о. командующего Нацгвардии Николая Балана указано, что на основании письма военной прокуратуры Центрального региона следует внести изменения в приказ о принятии Семенченко на службу.
15 сентября 2016 года Окружной административный суд Киева признал незаконным и подлежащим отмене приказ бывшего исполняющего обязанности командующего Национальной гвардией Николая Балана о лишении Семёна Семенченко воинского звания «майор резерва».
4 ноября апелляционный административный суд Киева оставил в силе решение Окружного административного суда в части признания противоправным приказа ВИО командующего НГУ Николая Балана от 22.12.2015, которым слова «капитан резерва Семенченко» были заменены словами «гражданин Семенченко» с присвоением ему первичного звания «Солдат резерва». Тем самым решение суда первой инстанции, которым данный приказ в вышеуказанной части был признан противоправным и отменён, вступил в законную силу. Вместе с тем суд отменил решение административного окружного суда Киева в части признания противоправным приказа ВИО командующего НГУ от 22.12.2015, в котором слова «майор резерва Семенченко» были заменены на «капитан резерва Семенченко». Семенченко сообщил, что его представители обжалуют решение апелляционного суда в этой части в высшем административном суде.
Сам Семенченко сообщил, что информация о лишении воинского звания появилась 22 декабря, когда они блокировали трибуну Верховной Рады Украины с целью принятия закона о перевыборах в Кривом Роге, поэтому он расценивает это как заказ олигархов. Также отметил, что это дело является информационно-юридическим мошенничеством, ведь законно лишить офицерского звания можно двумя путями: за совершение тяжкого преступления, которое должно быть подтверждено приговором суда, или в качестве дисциплинарного взыскания, но ни того, ни другого совершено не было. Напротив, Семён Семёнченко является орденоносцем, в соответствии с приказом о награждении его орденом Богдана Хмельницкого.
Руководитель фракции «Самопомощь» Олег Березюк считает сообщения о якобы незаконном получении его однопартийцем Семёном Семёнченко офицерского звания политическим давлением. Кроме того, Березюк рассказал, что раньше спрашивал у командующего Нацгвардии, является ли Семенченко офицером, и получил положительный ответ.
В 2019 году Шестой апелляционный административный суд вынес решение в пользу Национальной гвардии Украины, а 19 ноября 2020 года Верховный суд Украины окончательно лишил Семенченко званий капитана резерва и майора резерва: к тому моменту Семенченко уже заявил, что не намерен баллотироваться в Верховную Раду Украины.
31.05.2024 второй командир батальона "Донбасс" Анатолий Виногродский на своей странице в фейсбук сделал заявление: "Уничтожение добровольческого батальона "Донбасс" вылилось в образование подразделения внутренних оккупационных войск на базе воинской части вертухаев в Славянске и созданием фейкового "Донбасса" на базе 46 батальона ВСУ. Все это делалось для локализации патриотов и уничтожения личного влияния на политику Семен Семенченко! Власть через суды потянули решение, которое лишало комбата звания комбата (задним числом) и перевод его по штату на должность пулеметчика. Тоже задним числом. Как второй и последний комбат батальона "Донбасс" ответственно заявляю о том, что батальон спецназначения "Донбасс" был уничтожен руководством НГУ/ВВ  и олигархической властью."

### Дезинформация
17 мая 2018 года Верховный Суд Украины постановил, что информация, которая активно распространялась в 2015 году относительно Семёна Семенченко, не соответствует действительности, является неправдивой, недостоверной и такой, которая нарушает его личные неимущественные права. А именно — информация относительно того, что Семён Семенченко:
является недобросовестным предпринимателем, который якобы занимался обманом граждан и бизнес-партнеров, избегал выполнения финансовых обязательств перед контрагентами и налоговыми органами; человеком, который в течение своей деятельности якобы осуществлял подделывание документов; человеком, который якобы неоднократно привлекался к уголовной ответственности за корыстные преступления; человеком, который якобы путем обмана присваивал средства, собранные для нужд военной операции
 не соответствует действительности, является неправдивой, недостоверной.
В феврале 2015 года делегация, состоящая из членов украинского парламента (Анатолий Пинчук, Юрий Береза, Андрей Тетерук, Андрей Семидидько, Борис Бойко, Сергей Михайленко, Рафаэль Люкманов, Игорь Лепша и Анатолий Дробаха), в которую входил Семён Семенченко и профессора Джорджтаунского университета предоставила офису американского сенатора-республиканца от штата Оклахома Джеймса Инхофа фальшивые фотографии, призванные доказать присутствие российских войск на Донбассе. Несколько фотографий, призванных доказать присутствие российской армии на востоке Украины, были опубликованы изданием The Washington Free Beacon во вторник. Вскоре выяснилось, что некоторые из них — фотографии других конфликтов, часть из них — конфликтов, произошедших годами ранее.